# Falcon-9-Flug 20

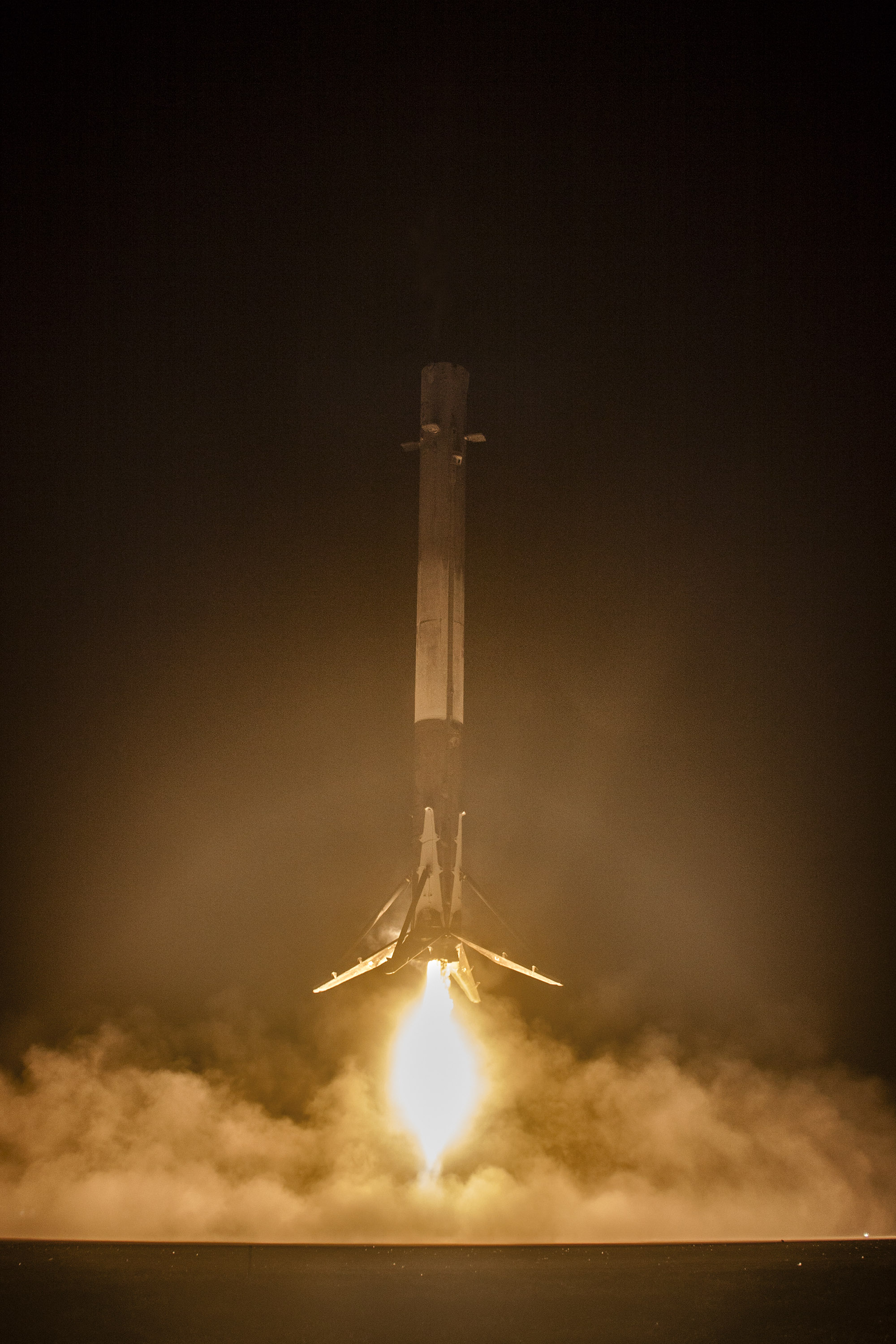
Erfolgreiche Landung der Erststufe der Falcon 9 am 21. Dezember 2015

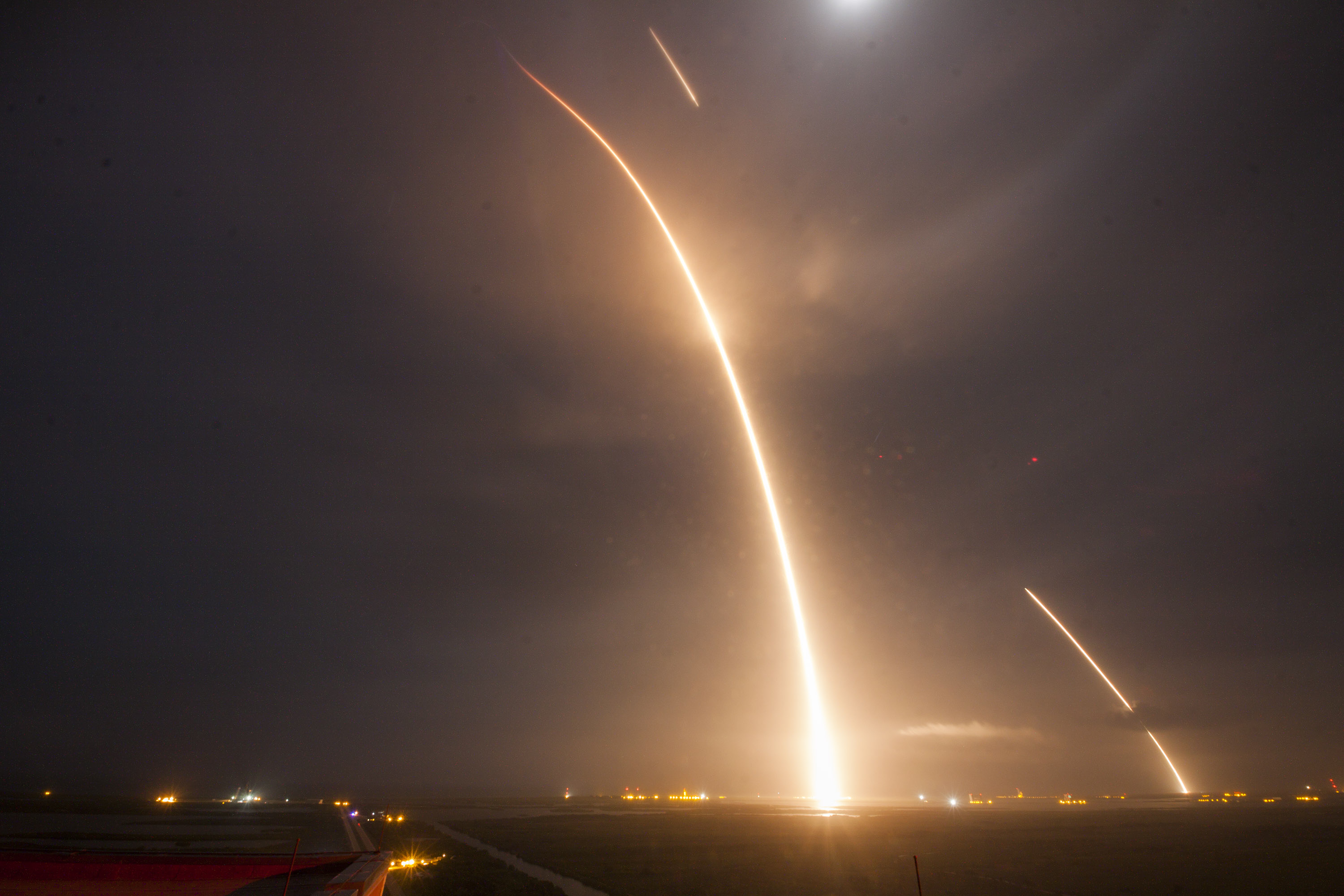
Start, Wiedereintritt in die Erdatmosphäre und Landung der Falcon-9-Rakete am 22. Dezember 2015

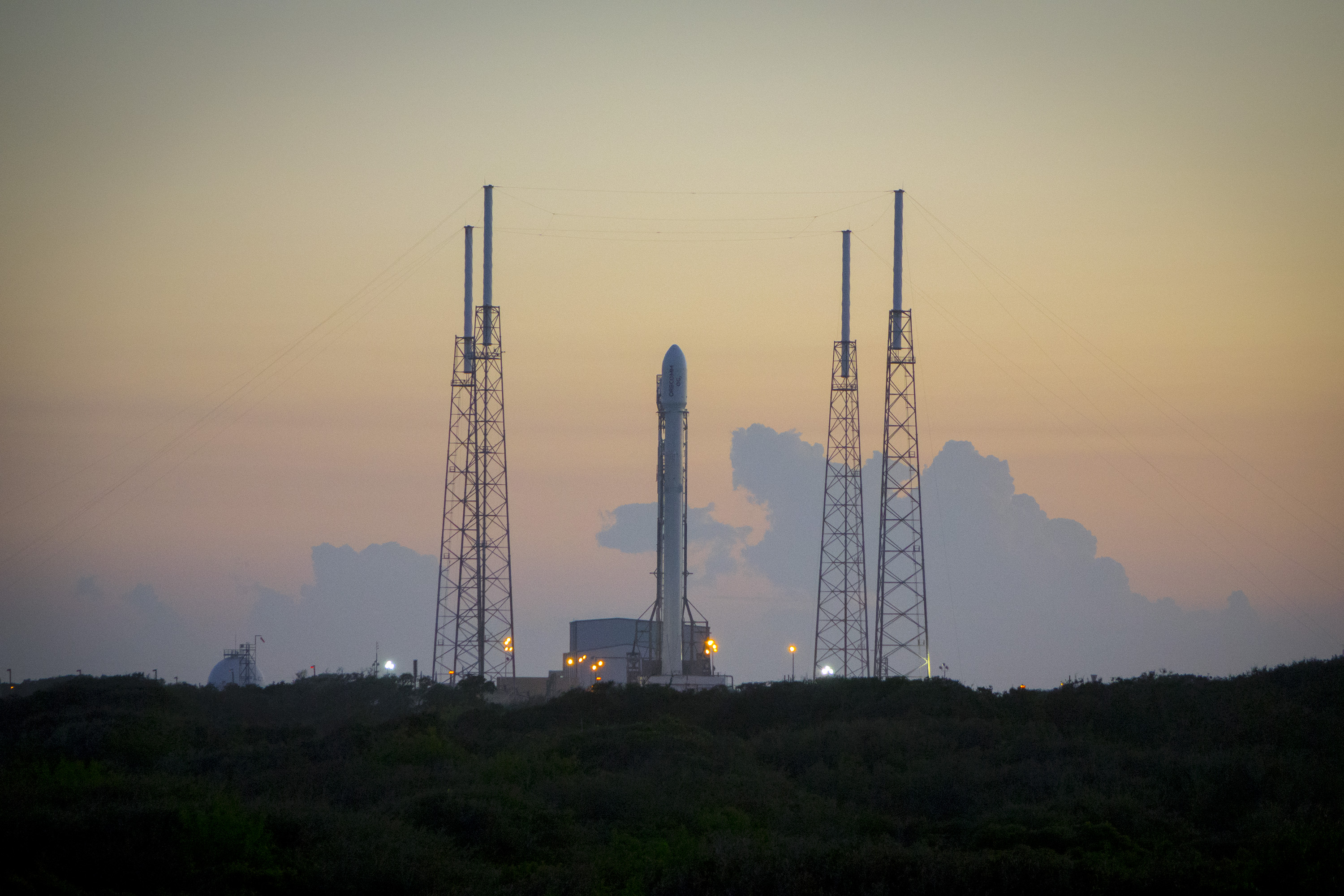
Die Falcon 9 v1.2 vor dem Start am 16. Dezember 2015 in Cape Canaveral

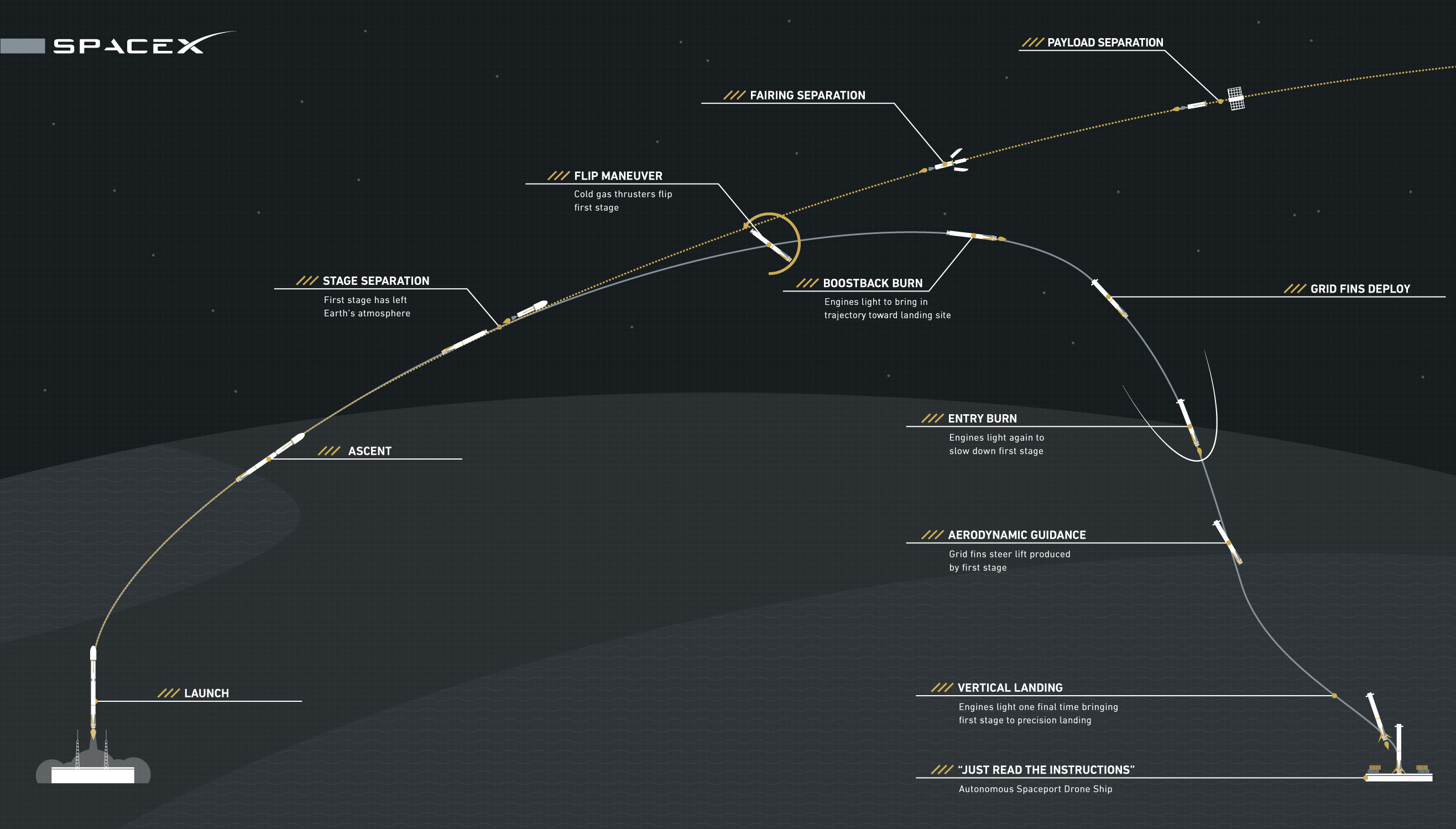
Graphische Darstellung des Gesamtablaufs vom Start einer Falcon-9-Rakete bis zur Landung der ersten Stufe. Im Gegensatz zur hier dargestellten Landung auf einer ca. 320 km entfernten Seeplattform fand die Landung beim Falcon-9-Flug 20 an Land statt, nur etwa 9 km vom Startpunkt entfernt.

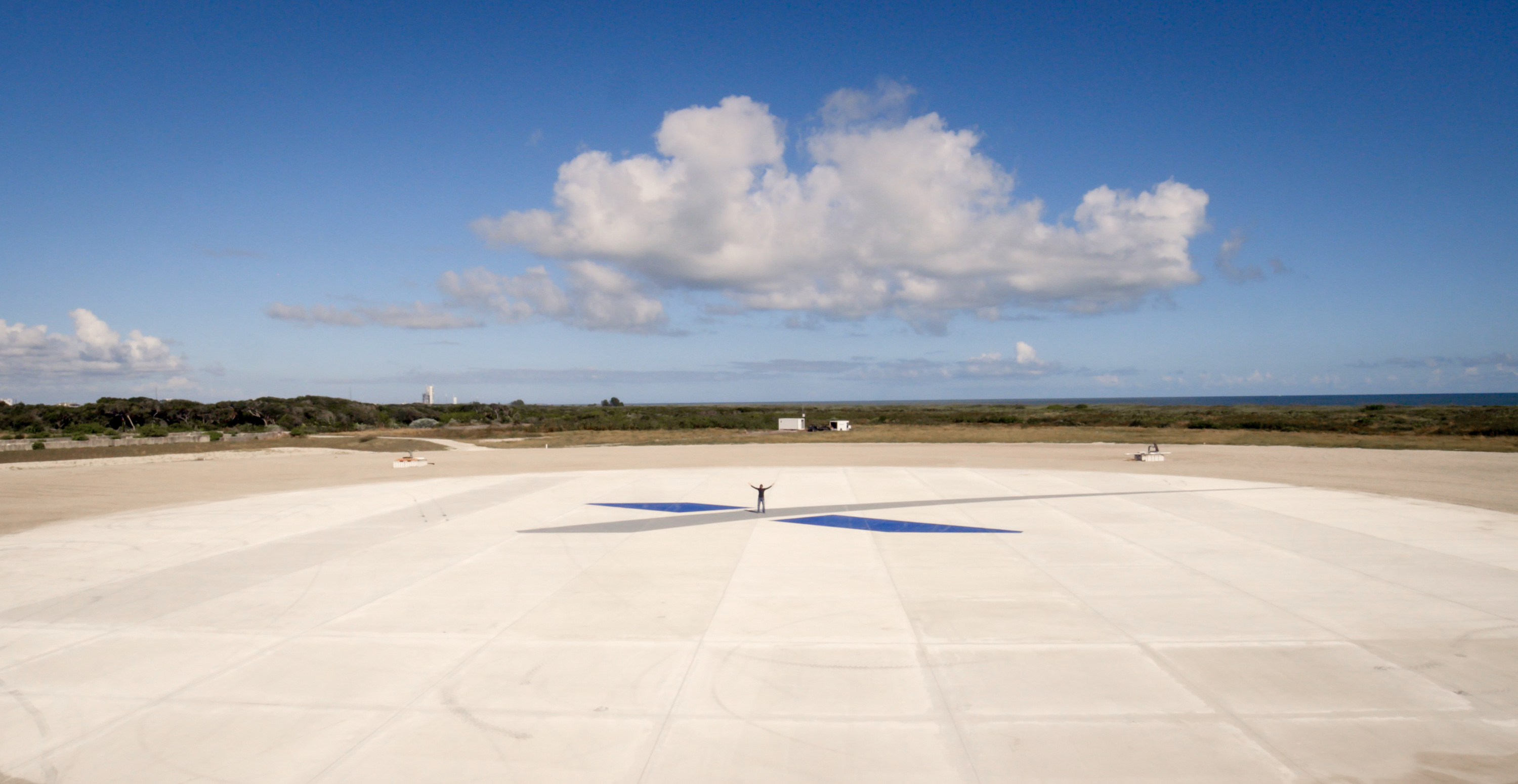
Landing Zone 1 von SpaceX, der frühere Cape Canaveral Air Force Station Launch Complex 13

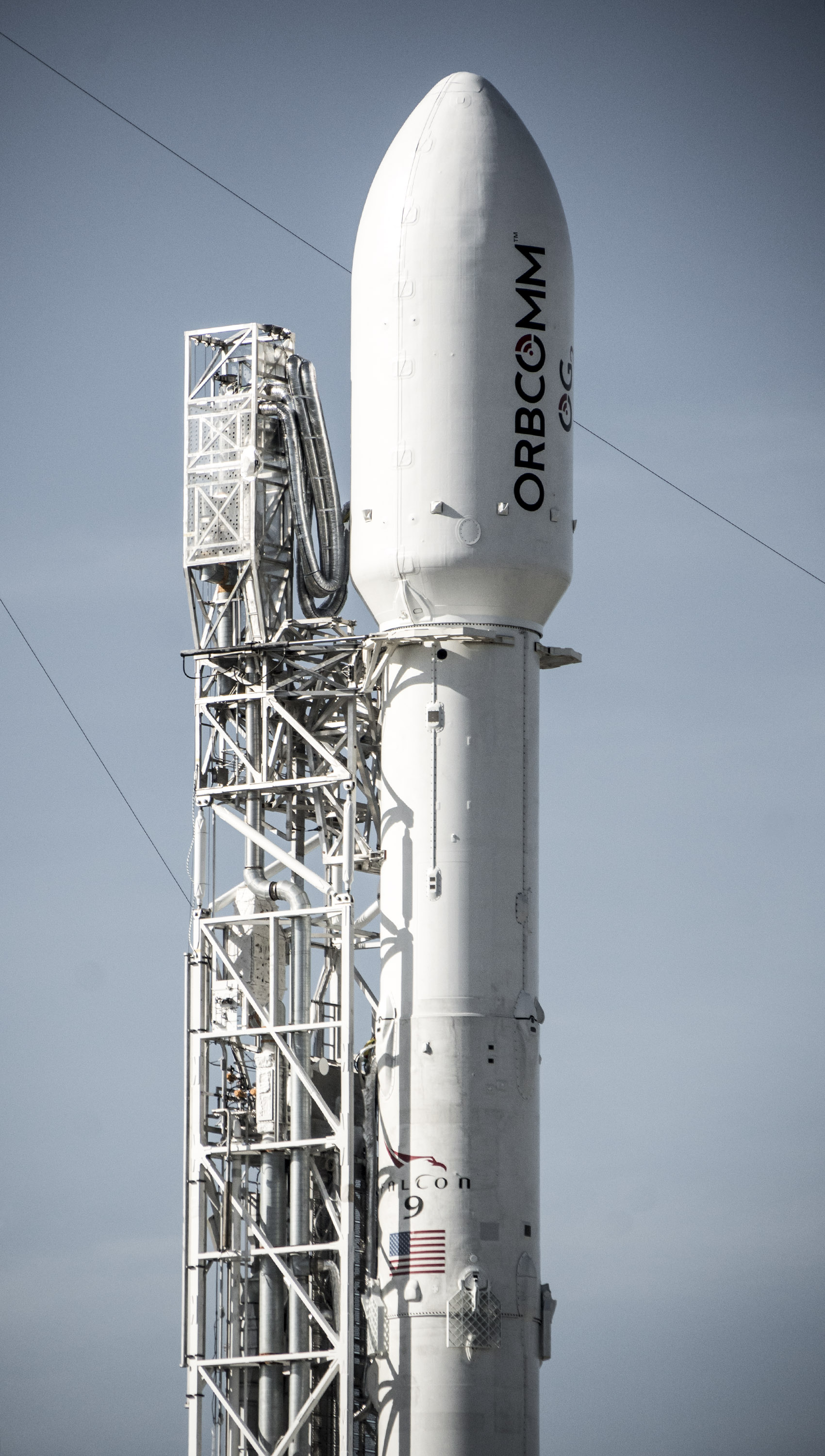
Kopf der Rakete, in dem elf Satelliten platziert sind. Das Tankvolumen der zweiten Stufe ist im Vergleich zur Vorgängerversion um 10 % vergrößert.

Falcon-9-Flug 20 (auch ORBCOMM OG-2 Mission 2 oder kurz ORBCOMM-2) war der 20. Flug einer Rakete des Typs Falcon 9 des US-amerikanischen privaten Raumfahrtunternehmens SpaceX. Der Start fand am 21. Dezember 2015 ab 20:29 Uhr Ortszeit, Eastern Time (22. Dezember, 01:29 Uhr UTC) statt. Im Rahmen des Fluges gelang es erstmals, die erste Stufe einer Rakete, die den größten Teil der Baukosten ausmacht, nach einem Weltraumflug sicher auf der Erdoberfläche landen zu lassen. Sie setzte etwa zehn Minuten nach dem Start in der Nähe des Startplatzes auf; es fand keine Erdumrundung statt.
Der kommerzielle Zweck des Raketenstarts war die Platzierung von elf Kommunikations-Satelliten der Firma Orbcomm in einer niederen Erdumlaufbahn, die ebenfalls gelang.
Orbcomm betreibt mit diesen ORBCOMM-OG2-Satelliten ein Kommunikationsnetz, das von jedem Punkt der Erde aus Daten von Maschinen weiterleiten kann. Genutzt wird es für Anwendungen wie Containerverfolgung, Maschinenüberwachung oder Messdatenübermittlung. SpaceX hatte bereits am 14. Juli 2014 mit dem zehnten Flug einer Falcon 9 sechs ORBCOMM-OG2-Satelliten in den Weltraum transportiert.

## Start- und Landeplatz
Der Start erfolgte vom Cape Canaveral AFS Launch Complex 40, den SpaceX von der U.S. Air Force gemietet hat. Die Landung erfolgte auf der neuen Landing Zone 1 von SpaceX, einer Zone, die ehemals als Cape Canaveral Launch Complex 13 (Startplatz 13) genutzt worden war. Dort wurden früher Atlas-Interkontinentalraketen gestartet. SpaceX mietete den Komplex Anfang 2015 für zunächst fünf Jahre, riss die alten Anlagen ab und ließ ein Landefeld bauen.

## Leistungsgesteigerte Rakete
SpaceX verwendete für den Start die neue Version seiner Rakete ohne offiziellen Versionsnamen, die oft als Falcon 9 v1.2 Full Thrust oder meist kürzer als Falcon 9 v1.2 bezeichnet wird. Die zehn Merlin-1D-Triebwerke (neun in der ersten Stufe und eines in der zweiten Stufe) weisen gegenüber den in der Falcon 9 v1.1 verwendeten noch einmal einen um 30 Prozent stärkeren Schub auf. Vergrößert wurde auch die Baugröße und das Tankvolumen der zweiten Stufe.

## Verbleib der ersten Stufe
Am 24. Dezember wurde die gelandete Stufe zum von SpaceX gepachteten Launch Complex 39A gebracht und anschließend in der dort neu gebauten Halle untersucht. Erste Untersuchungen zeigten keine größeren Schäden auf, so dass entschieden wurde, die Stufe testweise erneut zu zünden. Dies fand am 16. Januar 2016 bei LC-40 in Cape Canaveral statt, dabei wurden die Triebwerke für einige Sekunden betrieben. Der Test verlief größtenteils erfolgreich, nur das Triebwerk Nr. 9 zeigte einige Fluktuationen. Seit August 2016 ist sie vor der Unternehmenszentrale von SpaceX in Hawthorne dauerhaft ausgestellt.

## Hintergrund & Bedeutung
Für SpaceX-Gründer Elon Musk ist die Wiederverwertbarkeit von Raketen und Raumschiffen zentrale Voraussetzung für sein strategisches Ziel, der Menschheit zu ermöglichen, eine multiplanetare Spezies zu werden und zunächst den Planeten Mars zu kolonisieren.
Der erfolgreichen Rückkehr der ersten Stufe des Falcon-9-Fluges 20 gingen intensive Entwicklungen und Erprobungen mit den Versuchsträgern Grasshopper und Falcon 9 Reusable Development Vehicles (F9R Dev) voraus. Die Erkenntnisse flossen in Modifikationen der ersten Stufe tatsächlich eingesetzter Falcon 9 ein, wobei aus Sicherheitsgründen die Landeversuche zunächst nur auf dem Ozean und dann auf dem Autonomous spaceport drone ship erfolgten.
Allgemein wird der Entwicklung wiederverwendbarer Raketenstufen große Bedeutung in der Zukunft der Raumfahrt bzw. des Raumtransports beigemessen. Die erste erfolgreiche Landung einer solchen wurde daher von vielen Seiten als revolutionär bezeichnet und sogar in eine Reihe mit den großen Durchbrüchen in der Geschichte der Raumfahrt, etwa der ersten bemannten Mondlandung, gestellt.
Neben SpaceX arbeiten derzeit weitere Firmen an der Entwicklung solcher wiederverwendbaren Raumfahrzeuge, darunter die Firma Blue Origin des Amazon-Gründers Jeff Bezos. Deren Trägersystem New Shepard gelang bereits am 24. November 2015 eine erfolgreiche Landung nach einem Flug über die Grenze zum Weltraum. Allerdings handelt es sich hierbei um einen rein experimentellen Versuchsträger, der im Unterschied zur Falcon 9 keine Last in eine Umlaufbahn beförderte.